# Палуга (деревня)
Палуга — деревня в Лешуконском районе Архангельской области. Входит в состав Юромского сельского поселения (муниципальное образование «Юромское»).

## Географическое положение
Деревня расположена на правом берегу реки Мезень, близ устья реки Палуга. Ближайший населённый пункт Юромского сельского поселения, деревня Кеслома, расположен в 5,2 км к востоку. Расстояние до административного центра сельского поселения, села Юрома, составляет 17 км, а до административного центра района, села Лешуконское, — 43 км.

## Население
| 2002 | 2010 | 2012 |
| ---- | ---- | ---- |
| 131  | ↘79  | ↗97  |

Численность населения деревни, по данным Всероссийской переписи населения 2010 года, составляла 79 человек.
| Население                            | на 1 января 2010 года |
| ------------------------------------ | --------------------- |
| В возрасте до 16 лет                 | 14                    |
| Трудовые ресурсы (из них работающих) | 37 (24)               |
| Пенсионеры                           | 32                    |
| Всего                                | 91                    |
| Прибыло / выбыло (за год)            | 0 / 3                 |
| Родилось / умерло (за год)           | 0 / 1                 |

## Инфраструктура
Жилищный фонд деревни составляет 3,0 тыс. м², покинутые и пустующие дома — 10% от общей площади жилищного фонда. Предприятия, организации и объекты социальной сферы, расположенные на территории населённого пункта (со среднесписочной численностью работников) на 1 января 2010 года:
- фельдшерско-акушерский пункт (2);
- дом культуры (2);
- ПО «Усть-Вашка» (1);
- отделение связи (2) и др.